# Scopolia japonica
Scopolia japonica är en potatisväxtart som beskrevs av Carl Maximowicz. Scopolia japonica ingår i släktet dårörter, och familjen potatisväxter. Inga underarter finns listade i Catalogue of Life.

## Bildgalleri

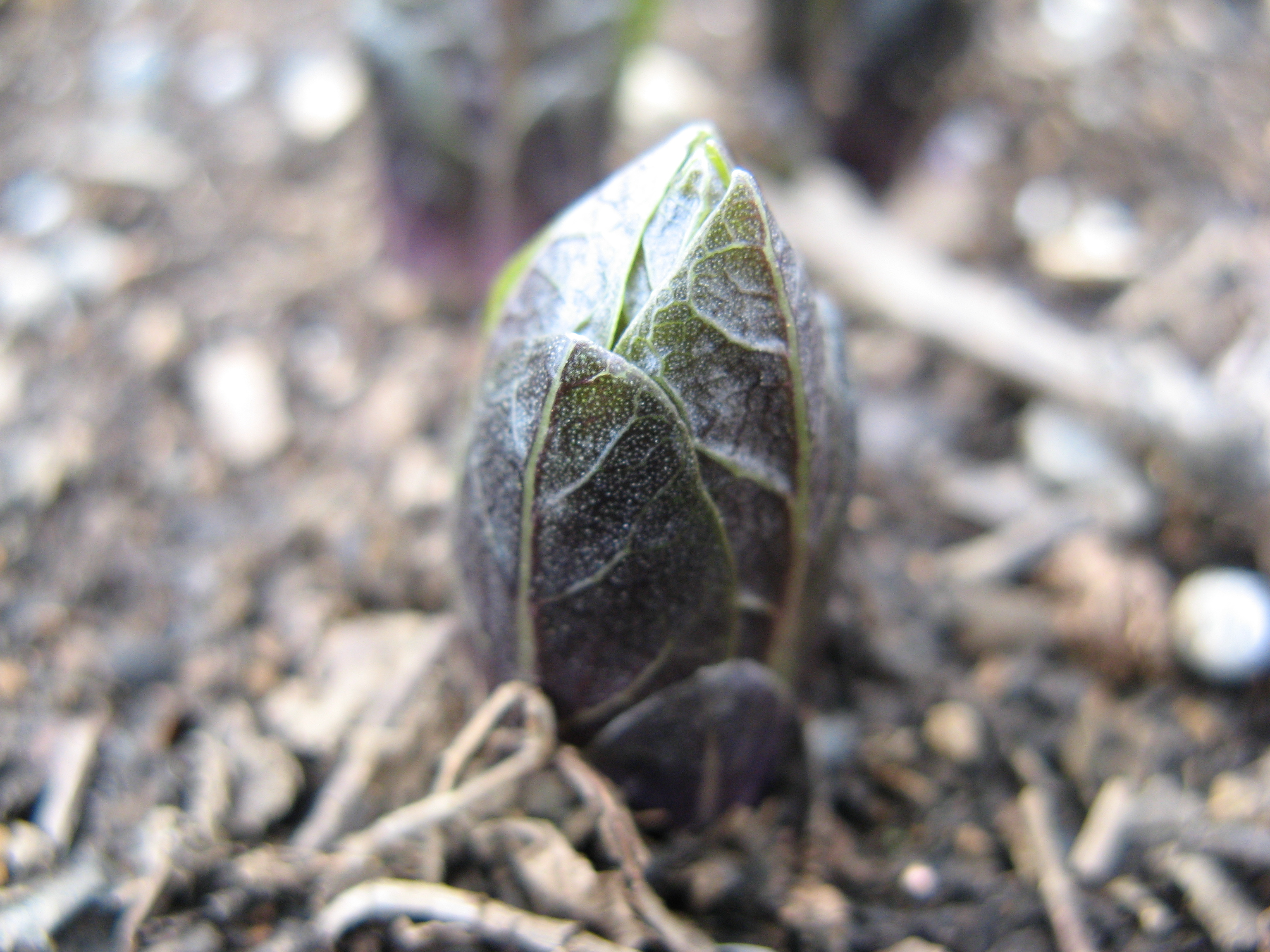
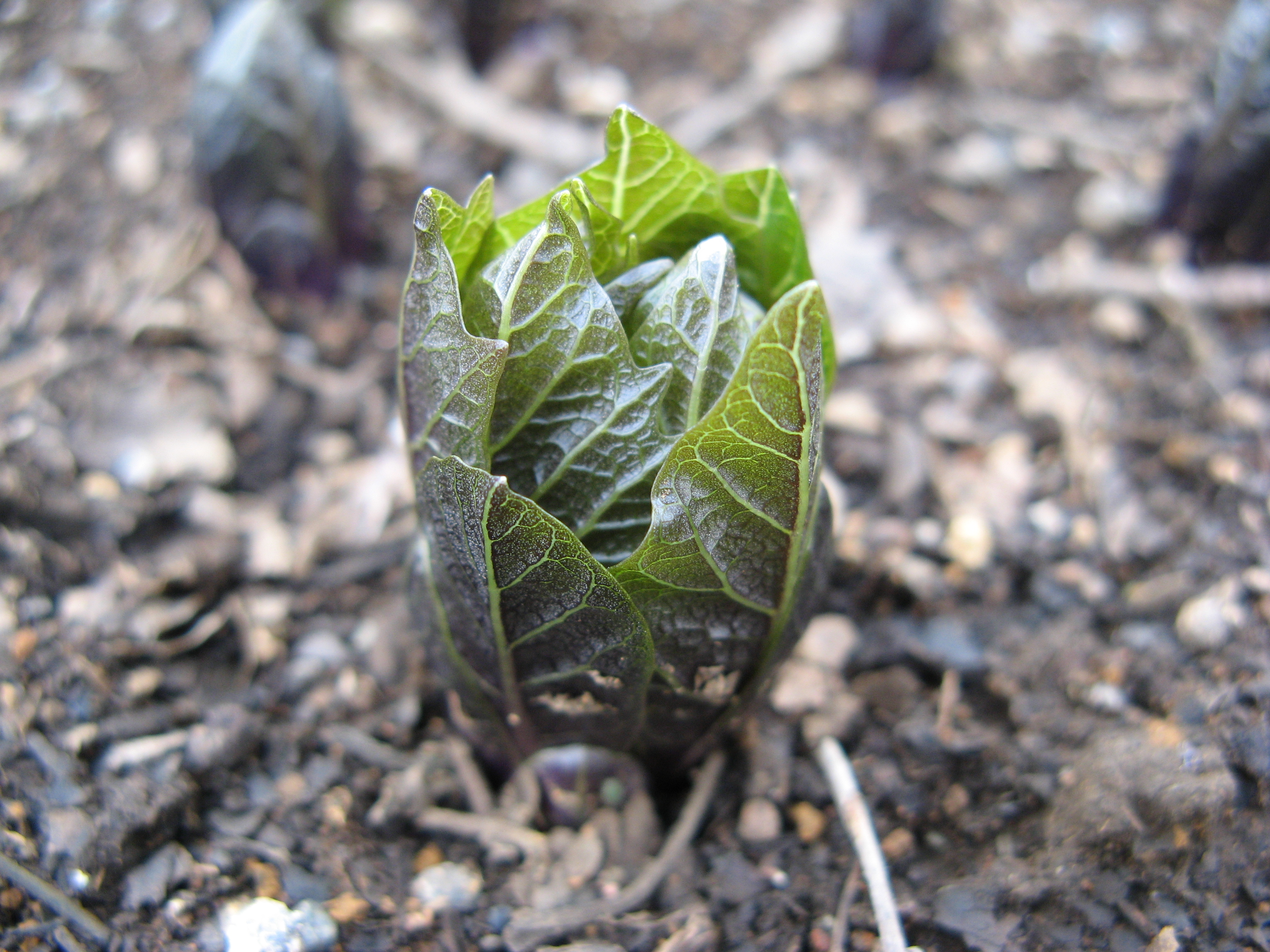
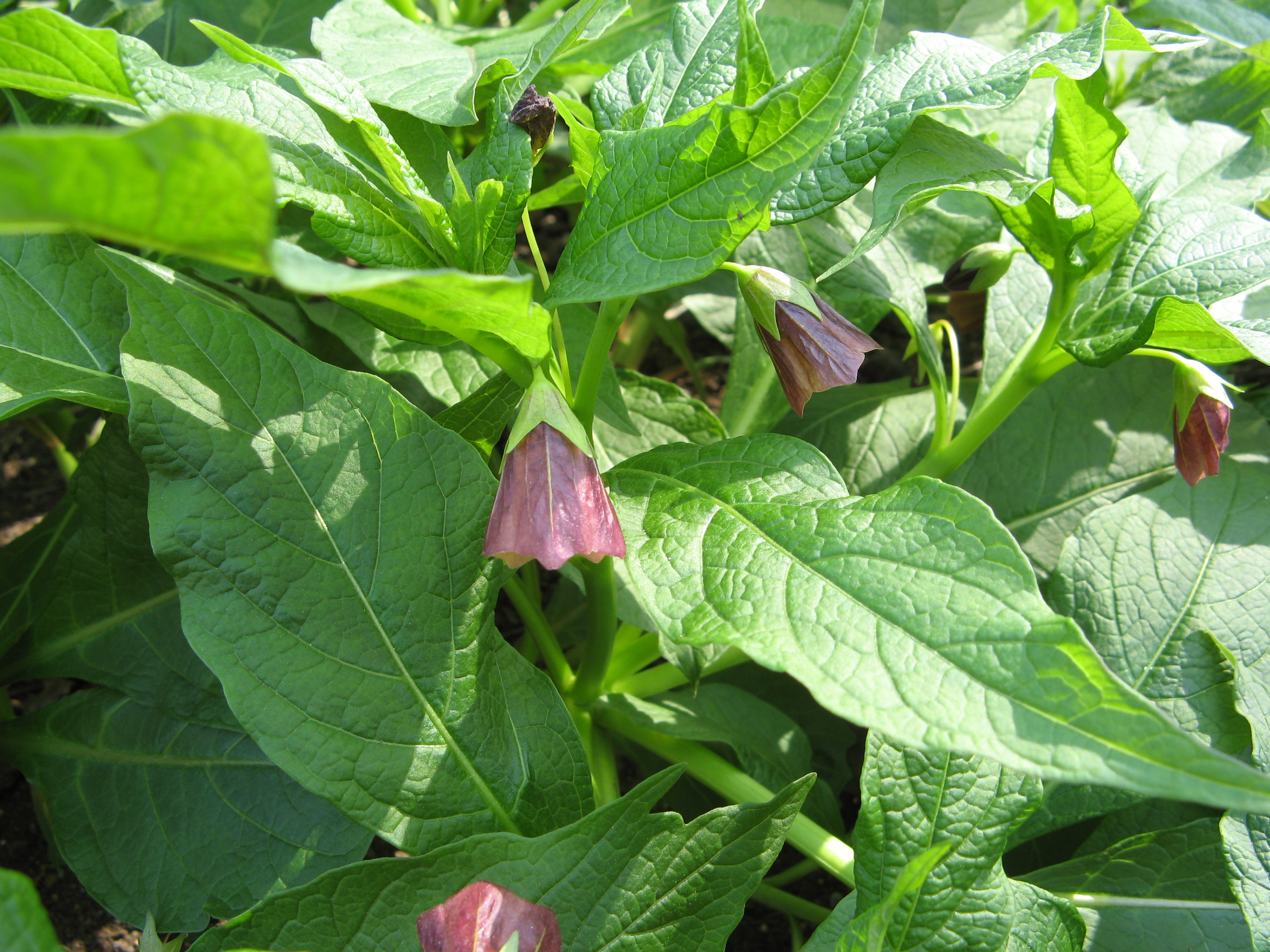
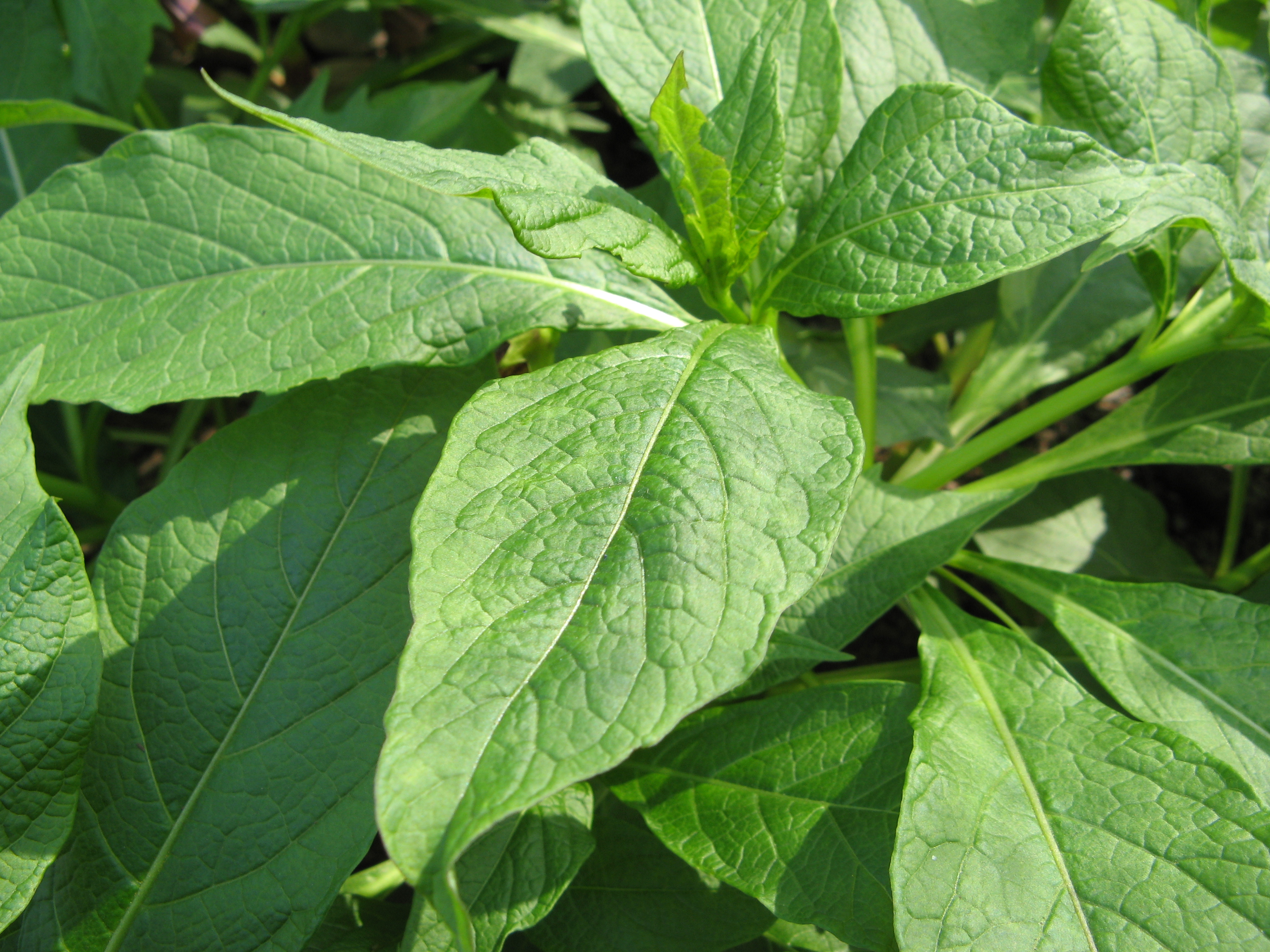
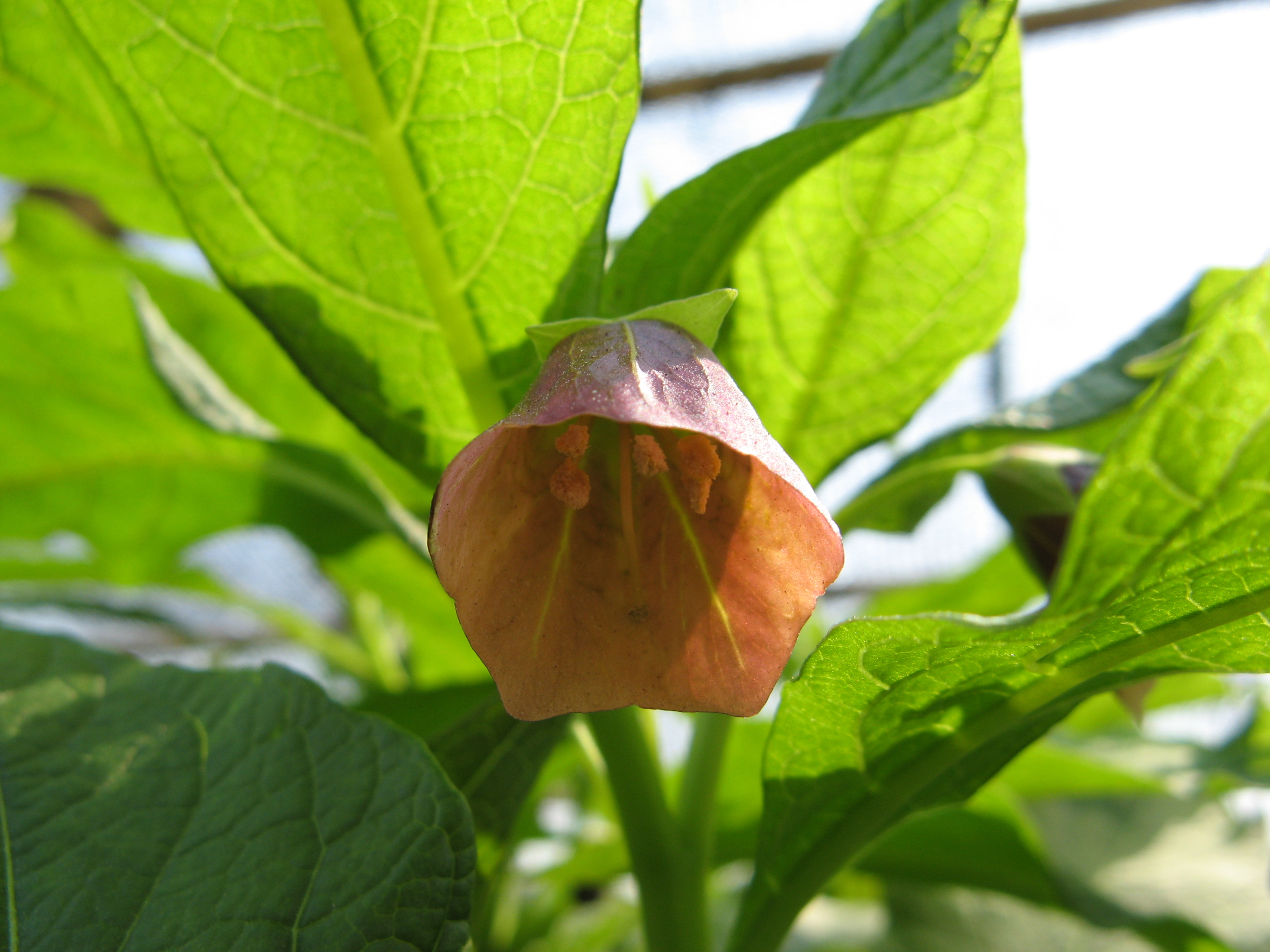
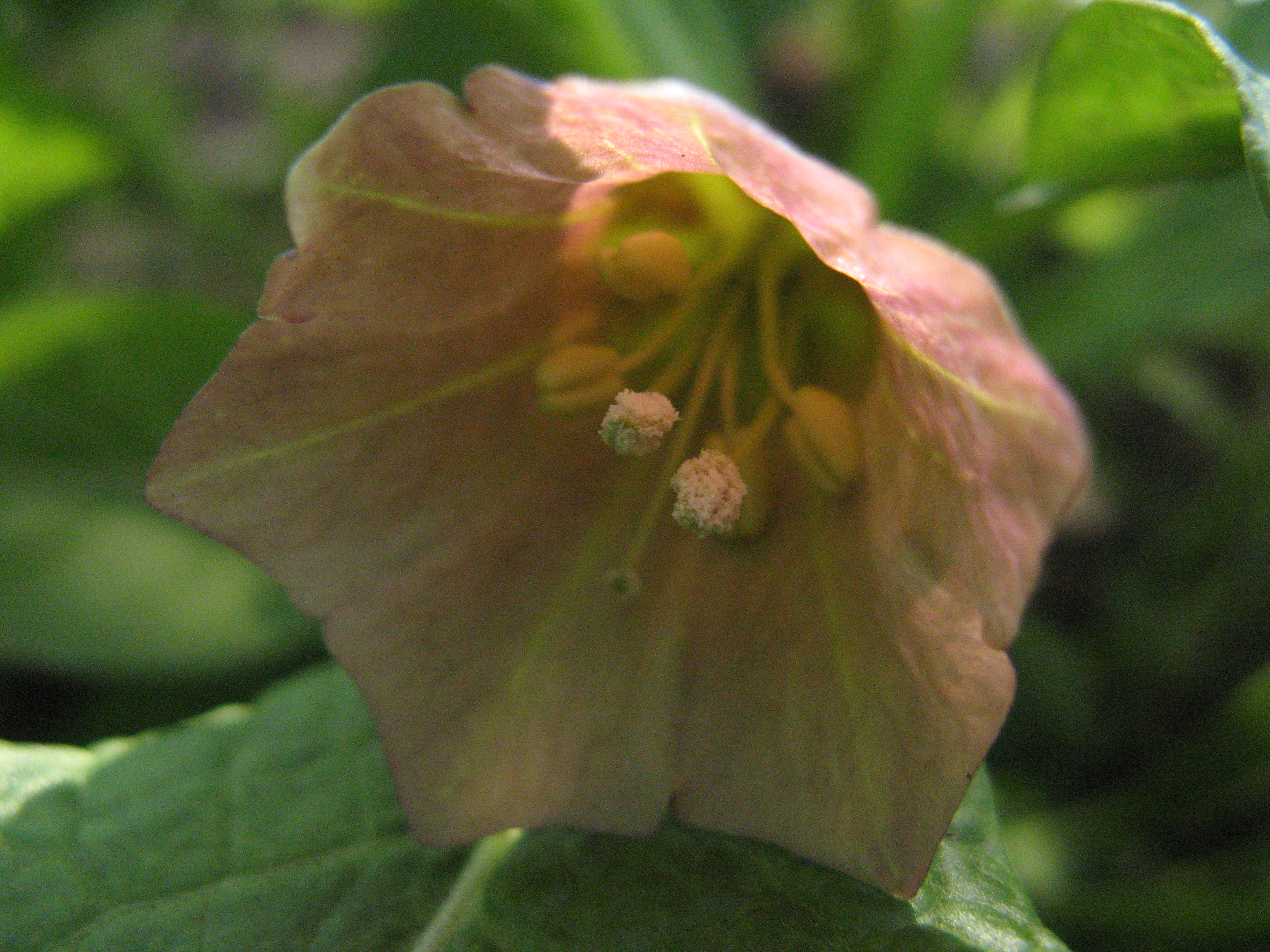